# Sjellebrostenen
Sjellebrostenen er en maskesten, som er fundet i 1951 ved Alling Å, ved den tidligere Sjellebro kro, (Lime Sogn – Sønderhald Herred – Randers Amt), hvor der langt tilbage har været overgang over åen. Det er den eneste af de østjyske maskesten uden runetekst, men med ansigt, flettet skæg og runde, gloende øjne. Ved udgravninger er der også fundet rester af broanlæg.
Der er fundet flere lag: et brolagt vadested fra tidlig jernalder, en solid vej af tømmer fra midten af 700-tallet, og en endnu bedre bro fra omkring år 1000.
Stenen der er af granit, har formodentlig været bemalet, og stået som beskyttelse af de vejfarende, mod onde kræfter.
Den er ca. 1,70 m høj og ca 1 m bred. Den flade side, hvorpå "masken" er, vender mod nord-nordvest.

## Tolkning
Mads Lidegaard tolker i Danske søer og vandløb fra sagn og tro stenen som et billede af åmanden.